# 天鵝座 OB7
天鵝座 OB7是在天鵝座的方向上，位於銀河系內的一個OB星協。在這個星協中還包括恆星形成區天鵝座X (恆星複合體)、北美洲星雲、和鵜鶘星雲。北煤炭帶位於這個區域的前方。